# Dobellia binucleata
Dobellia binucleata is een soort in de taxonomische indeling van de Myzozoa, een stam van microscopische parasitaire dieren. Het organisme komt uit het geslacht Dobellia en behoort tot de familie Dobellidae. Dobellia binucleata werd in 1914 ontdekt door Ikeda.